# Tsilla Chelton
Tsilla Chelton, nata Tsilla Schilton (Gerusalemme, 21 giugno 1919 – Bruxelles, 15 luglio 2012), è stata un'attrice francese.

## Filmografia parziale

### Cinema
- Confetti al pepe (Dragées au poivre), regia di Jacques Baratier (1963)
- Pierino la peste (Bébert et l'omnibus), regia di Yves Robert (1963)
- Les copains, regia di Yves Robert (1965)
- La grosse caisse, regia di Alex Joffé (1965)
- Alexandre... un uomo felice (Alexandre le bienheureux), regia di Yves Robert (1968)
- Les Gauloises bleues, regia di Michel Cournot (1969)
- L'alliance, regia di Christian de Chalonge (1970)
- Che carriera che si fa con l'aiuto di mammà!... (Le distrait), regia di Pierre Richard (1970)
- Dieci incredibili giorni (La décade prodigieuse), regia di Claude Chabrol (1971)
- Shanks, regia di William Castle (1974)
- Non è perché non si ha nulla da dire che si deve star zitti (C'est pas parce qu'on n'a rien à dire qu'il faut fermer sa gueule...), regia di Jacques Besnard (1975)
- La nuit, tous les chats sont gris, regia di Gérard Zingg (1977)
- Gazzosa alla menta (Diabolo menthe), regia di Diane Kurys (1977)
- Zia Angelina (Tatie Danielle), regia di Étienne Chatiliez (1990)
- La soif de l'or, regia di Gérard Oury (1993)
- D'Artagnan (The Musketeer), regia di Peter Hyams (2001)
- Il patto del silenzio (Le pacte du silence), regia di Graham Guit (2003)
- Bastardo dentro (Mauvais esprit), regia di Patrick Alessandrin (2003)
- Il piacere è tutto mio (Tout le plaisir est pour moi), regia di Isabelle Broué (2004)
- Faut que ça danse!, regia di Noémie Lvovsky (2007)
- Pandora's Box (Pandora'nin Kutusu), regia di Yesim Ustaoglu (2008)
- Soeur Sourire, regia di Stijn Coninx (2009)
- Persécution, regia di Patrice Chéreau (2009)
- Landes, regia di François-Xavier Vives (2013)

### Televisione
- I compagni di Baal (Les compagnons de Baal) - miniserie TV, 4 episodi (1968)
- Le 16 à Kerbriant - serie TV, 25 episodi (1972)
- L'amour du métier - serie TV, 4 episodi (1973)
- Chi è quel ragazzo? (Qui c'est ce garçon?) - miniserie TV, 2 episodi (1987)
- Melting Pot Café - serie TV, 18 episodi (2007-2010)